# Stictomischus obscurus
Stictomischus obscurus är en stekelart som först beskrevs av Walker 1833.  Stictomischus obscurus ingår i släktet Stictomischus och familjen puppglanssteklar. Arten är reproducerande i Sverige. Inga underarter finns listade i Catalogue of Life.